# Гётцендорф-ан-дер-Лайта
Гётцендорф-ан-дер-Лайта (нем. Götzendorf an der Leitha) — ярмарочная коммуна (нем. Marktgemeinde) в Австрии, в федеральной земле Нижняя Австрия. 
Входит в состав округа Брук-на-Лайте.  Население составляет 1959 человек (на 31 декабря 2005 года). Занимает площадь 25,37 км². Официальный код  —  3 07 09.

## Политическая ситуация
Бургомистр коммуны — Петер Забадич (СДПА) по результатам выборов 2005 года.
Совет представителей коммуны (нем. Gemeinderat) состоит из 19 мест.
- СДПА занимает 13 мест.
- АНП занимает 4 места.
- местный список: 2 места.